# Myles Munroe
Myles Munroe (Nassau, 20 de abril de 1954 - Grande Bahama, 9 de novembro de 2014) foi um autor de best-sellers, pastor e palestrante bahamiano, presidente e fundador da Myles Munroe International e da Bahamas Faith Ministries International (a maior congregação cristã das Bahamas)

## Biografia
Myles Munroe nasceu em Nassau, Bahamas, em 1954. Graduou-se em educação, artes plásticas, e teologia. Obteve o mestrado em administração pela Universidade de Tulsa, e o grau de Doutor honoris causa pela Universidade Oral Roberts, atuando nesta em 1980 como professor adjunto da Faculdade de Teologia. Nos últimos anos, Myles Munroe viajava por todo o mundo realizando palestras para governos, líderes, empresas, escolas/universidades e congregações, auxiliando mais de 500.000 pessoas a cada ano no desenvolvimento pessoal e profissional, e ele recebia centenas de convites a cada ano para falar no mundo inteiro.
Nos últimos anos, Myles Munroe viajava por todo o mundo realizando palestras para governos, líderes, empresas, escolas/universidades e congregações, auxiliando mais de 500.000 pessoas a cada ano no desenvolvimento pessoal e profissional, e ele recebia centenas de convites a cada ano para falar no mundo inteiro.
Dr. Munroe colocava ênfase em suas palestras e livros sobre o Reino de Deus e acreditava que toda a Bíblia, junto com a mensagem de Jesus, girava em torno do reino e não uma religião.
Dr. Munroe colocava ênfase em suas palestras e livros sobre o Reino de Deus e acreditava que toda a Bíblia, junto com a mensagem de Jesus, girava em torno do reino e não uma religião.
Sua esposa, Ruth Munroe era co-pastora junto com ele da BFMI, e são pais de dois filhos: Charisa e Myles Jr.

## Obras
Myles Munroe foi autor ou co-autor de mais de 100 livros, sendo 23 deles motivacionais, além de guias de estudo, fitas de áudio, e contribuições para várias edições revisadas da Bíblia, jornais, revistas e boletins, como: The Believer’s Topical Bible, The African Cultural Heritage Topical Bible, Charisma Life Christian Magazine, e Ministries Today.
As suas obras abrangem interpretações do Reino de Deus, bem como orientações sobre o amor, o sexo, as relações familiares e as finanças. As obras estão disponíveis em inglês, espanhol e português. Suas mais populares obras incluem:
- Myles Munroe on Relationship
- Pass it On
- Kingdom Principles: Preparing for Kingdom Experience and Expansion

- Kingdom Principles: Preparing for Kingdom Experience and Expansion
- Rediscovering the Kingdom - (Redescobrindo o Reino)
- Understanding Your Potential  (Compreendendo seu Potencial)
- The Spirit of Leadership
- The Principles and Power of Vision
- Understanding the Purpose and Power of Prayer - (Entendendo o Propósito e o Poder da Oração)
- Understanding the Purpose and Power of Woman - (Entendendo o Propósito e o Poder das Mulheres)
- Understanding the Purpose and Power of Men - (Entendendo o Propósito e o Poder dos Homens)
- O TRABALHO EM SEGREDO  (em inglês: WORKING IN SECRET)
- God's Big Idea
- Overcoming The Crisis - (Vencendo a Crise)
- Principles and Benefits of Change
- Maximizing Your Potential - (Maximize Seu Potencial)
- Releasing Your Potential - (Libere seu Potencial)

## Prêmios
Em 1998, o Dr. Munroe foi agraciado com o Prêmio Jubileu de Prata de 25 anos de excelente serviço para as Bahamas na categoria da fé.
Também nesse ano, Myles Munroe foi ganhador do Queen's Birthday Honours 1998 (OBE), concedido por Sua Majestade, a rainha Elizabeth da Inglaterra, por suas contribuições espirituais e sociais para o desenvolvimento nacional das Bahamas.
Em 2004, ele foi nomeado o Oral Roberts University Alumnus do ano e recebendo o título de doutor honoris.
Em 2012, foi agraciado com a Medalha de Honra do Congresso por sua contribuição ao desenvolvimento da liderança no Peru e outros nações latino-americanas.

## Morte
Morreu na tarde do dia 9 de novembro de 2014, o avião particular do pastor se chocou com um grande guindaste de carga em um estaleiro das Bahamas e se despedaçou no pátio em frente, causando a morte do pastor. O Lear Jet 36 executivo fazia um curto trajeto entre dois aeroportos locais(Nassau (capital das Bahamas) e Freeport (a segunda maior cidade do arquipélago)). O choque com o guindaste ocorreu por volta das 17 horas (hora local) quando o jato fazia a aproximação para pouso no Grand Bahama International Airport. 